# Савино (Грязовецкий район)
Савино — упразднённая деревня в Грязовецком районе Вологодской области.
Входит в состав Сидоровского муниципального образования, с точки зрения административно-территориального деления — в Сидоровский сельсовет.
Расстояние по автодороге до районного центра Грязовца — 64 км, до центра муниципального образования Сидорово — 16 км. Ближайшие населённые пункты — Власово, Новгородово, Головинское.
По данным переписи в 2002 году постоянного населения не было.
В июле 2020 года упразднена.